# Museum Arnemuiden
Museum Arnemuiden is een geschiedkundig en cultuurhistorisch museum in de Zeeuwse stad Arnemuiden. Het museum en de dependance "'t Uusje van Eine" tonen de geschiedenis van Arnemuiden.

## Gebouw
Na een gemeentelijke herindeling in 1997 verloor het stadhuis van Arnemuiden, een ontwerp uit 1865 van de Middelburgse stadsbouwmeester C.Krijger, zijn functie. Vanaf augustus 1997 is het de vestiging van Museum Arnemuiden. Het gebouw is een gemeentelijk monument.

## Collectie
De collectie van het museum laat de bloeiende geschiedenis van Arnemuiden zien. In de 15e en 16e eeuw was het een belangrijke havenstad. Er lagen handelsschepen uit heel Europa op de rede van Arnemuiden. Na het dichtslibben van de rede, bleven de grote handelsschepen weg en werd Arnemuiden een vissersplaats en de visserij de belangrijkste broodwinning.
De raadzaal heeft zijn oorspronkelijke inrichting en biedt verder informatie over klederdracht en visserij en zoutnering. Ook zijn er te bezichtigen: een collectie schilderijen, religieus erfgoed en een goudsmidwerkplaats waar Zeeuwse sieraden werden gemaakt.
In de secretarie is een maritiem centrum ingericht met informatie over de Hollandse boot, verzorgd door de Historische Scheepswerf C.A. Meerman te Arnemuiden.

## 't Uusje van Eine
Aan de overzijde van de straat ligt "'t Uusje van Eine", een dependance van het museum. Dit huisje is een Arnemuidens woonhuisje met een inrichting van rond 1920-1930. Onder het huisje is een 15e-eeuwse opslagkelder.  In 't Uusje van Eine zijn te zien: keuken met inrichting, bedstee, woonkamer en meubels, streekdrachten, oude foto's, medailles en archeologische vondsten.